# Masato Uchishiba
 Masato Uchishiba  (jap. 内柴 正人,  Uchishiba Masato; * 17. Juni 1978 in Kōshi, Präfektur Kumamoto, Japan) ist ein Judoka im Halbleichtgewicht.

## Biografie
Er gewann 2004 bei den Olympischen Spielen in Athen gegen den Slowaken Jozef Krnac die Goldmedaille. Diesen Erfolg konnte er 2008 bei den Olympischen Spielen in Peking gegen den Franzosen Benjamin Darbelet wiederholen. Somit zählt er zu den erfolgreichsten Judoka der Geschichte.
Bei der Weltmeisterschaft 2005 in Kairo wurde er Zweiter. Bei der Universiade in Peking 2001 gewann er die Goldmedaille.
Im Mai 2014 wurde er in letzter Instanz vom japanischen Obersten Gerichtshof zu einer fünfjährigen Freiheitsstrafe verurteilt. Ihm wurde vorgeworfen, als Trainer einer Universitätsmannschaft im September 2011 eine Studentin im Schlaf vergewaltigt zu haben. Uchishiba behauptete, das Opfer sei mit dem Geschlechtsverkehr einverstanden gewesen.